# Liste der Biografien/Schmidt, J
Liste der Biografien |
Portal Biografien |
J Personensuche
# |
A |
B |
C |
D |
E |
F |
G |
H |
I |
J |
K |
L |
M |
N |
O |
P |
Q |
R |
S |
T |
U |
V |
W |
X |
Y |
Z |
?
 
Sa |
Sb |
Sc |
Sd |
Se |
Sf |
Sg |
Sh |
Si |
Sj |
Sk |
Sl |
Sm |
Sn |
So |
Sp |
Sq |
Sr |
Ss |
St |
Su |
Sv |
Sw |
Sy |
Sz
 
Sca–Sce |
Sch |
Sci–Scz
 
Scha |
Schc |
Schd |
Sche |
Schg |
Schi |
Schj |
Schk |
Schl |
Schm |
Schn |
Scho |
Schp |
Schr |
Schs |
Scht |
Schu |
Schv |
Schw |
Schy
 
Schma |
Schme |
Schmi |
Schmo |
Schmu |
Schmy
 
Schmic |
Schmid |
Schmie |
Schmig |
Schmik |
Schmil |
Schmin |
Schmir |
Schmis |
Schmit
 
Schmida |
Schmidb |
Schmide |
Schmidf |
Schmidg |
Schmidh |
Schmidi |
Schmidj |
Schmidk |
Schmidl |
Schmidm |
Schmidp |
Schmidr |
Schmids |
Schmidt |
Schmid, A |
Schmid, B |
Schmid, C |
Schmid, D |
Schmid, E |
Schmid, F |
Schmid, G |
Schmid, H |
Schmid, I |
Schmid, J |
Schmid, K |
Schmid, L |
Schmid, M |
Schmid, N |
Schmid, O |
Schmid, P |
Schmid, R |
Schmid, S |
Schmid, T |
Schmid, U |
Schmid, V |
Schmid, W |
Schmid, Y
 
Schmidt, A |
Schmidt, B |
Schmidt, C |
Schmidt, D |
Schmidt, E |
Schmidt, F |
Schmidt, G |
Schmidt, H |
Schmidt, I |
Schmidt, J |
Schmidt, K |
Schmidt, L |
Schmidt, M |
Schmidt, N |
Schmidt, O |
Schmidt, P |
Schmidt, R |
Schmidt, S |
Schmidt, T |
Schmidt, U |
Schmidt, V |
Schmidt, W |
Schmidt, Y |
Schmidtb |
Schmidtc |
Schmidte |
Schmidtg |
Schmidth |
Schmidti |
Schmidtk |
Schmidtl |
Schmidtm |
Schmidtn |
Schmidts
Die Liste der Biografien führt alle Personen auf, die in der deutschsprachigen Wikipedia einen Artikel haben. Dieses ist eine Teilliste mit 170 Einträgen von Personen, deren Namen mit den Buchstaben „Schmidt, J“ beginnt.

## Schmidt, J

### Schmidt, Ja
- Schmidt, Jacques (1933–1996), französischer Kostümbildner
- Schmidt, Jakob (1653–1705), deutscher Mediziner
- Schmidt, Jakob (1871–1964), deutscher katholischer Kirchenhistoriker, Domkapitular und Professor am Priesterseminar Mainz
- Schmidt, Jakob (* 1978), deutscher Übersetzer, Autor von Phantastik und Buchhändler
- Schmidt, Jakob (* 1989), deutscher Dokumentar- und Spielfilmregisseur
- Schmidt, Jakob Heinrich (1897–1974), deutscher Kunsthistoriker
- Schmidt, Jan (* 1961), deutscher Chirurg und Hochschullehrer
- Schmidt, Jan (* 1967), deutscher Physiker und Solarenergieforscher
- Schmidt, Jan (* 1971), deutscher Fußballspieler
- Schmidt, Jan (* 1973), deutscher Künstler
- Schmidt, Jan (* 1993), deutscher Moderator, Slam-Poet und Lyriker
- Schmidt, Jan Wenzel (* 1991), deutscher Politiker (AfD), MdL
- Schmidt, Jan-Ulrich (* 1976), deutscher Künstler
- Schmidt, Jana (* 1972), deutsche Leichtathletin
- Schmidt, Jana Catharina (* 1983), deutsche Hörbuchsprecherin, Hörspielsprecherin, Werbesprecherin, Synchronsprecherin, Voice-Coach und Hörspiel-Regisseurin
- Schmidt, Jann (* 1948), deutscher reformierter Theologe
- Schmidt, Jared (* 1997), kanadischer Freestyle-Skisportler
- Schmidt, Jaspar (1828–1895), deutscher Verwaltungsjurist

### Schmidt, Je
- Schmidt, Jean (* 1951), US-amerikanische Politikerin (Republikanische Partei)
- Schmidt, Jeffrey (* 1994), Schweizer Automobilrennfahrer
- Schmidt, Jens (* 1963), deutscher FußballspielerJens Schmidt (* 1963)

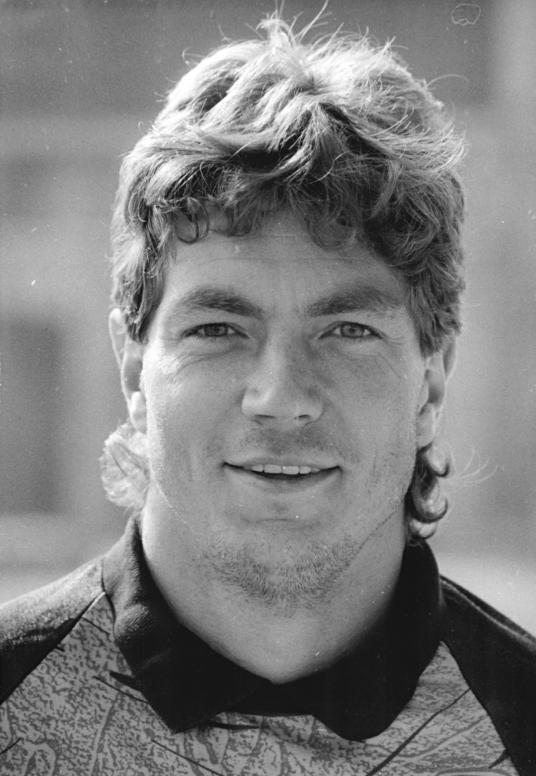
Jens Schmidt (* 1963)

- Schmidt, Jes (1916–1979), dänischer Chefredakteur und Politiker, Mitglied des Folketing
- Schmidt, Jesper (* 2002), deutscher Handballspieler
- Schmidt, Jessica (* 1979), deutsche Rechtswissenschaftlerin und Hochschullehrerin
- Schmidt, Jessica (* 1979), deutsche Schachspielerin

### Schmidt, Ji
- Schmidt, Jimmy (* 1981), uruguayischer Fußballspieler

### Schmidt, Jo
- Schmidt, Joachim († 1572), Bürgermeister von Görlitz
- Schmidt, Joachim (1934–2009), deutscher Historiker und Politiker (SPD), MdA
- Schmidt, Joachim (* 1936), deutscher Politiker (CDU), MdB
- Schmidt, Joachim (* 1948), deutscher Manager und Fußballfunktionär
- Schmidt, Joachim (1955–2017), deutscher Diplomat
- Schmidt, Joachim Alfred (* 1922), deutscher Virologe
- Schmidt, Joachim B. (* 1981), isländischer Schriftsteller deutschschweizer HerkunftJoachim B. Schmidt (* 1981)

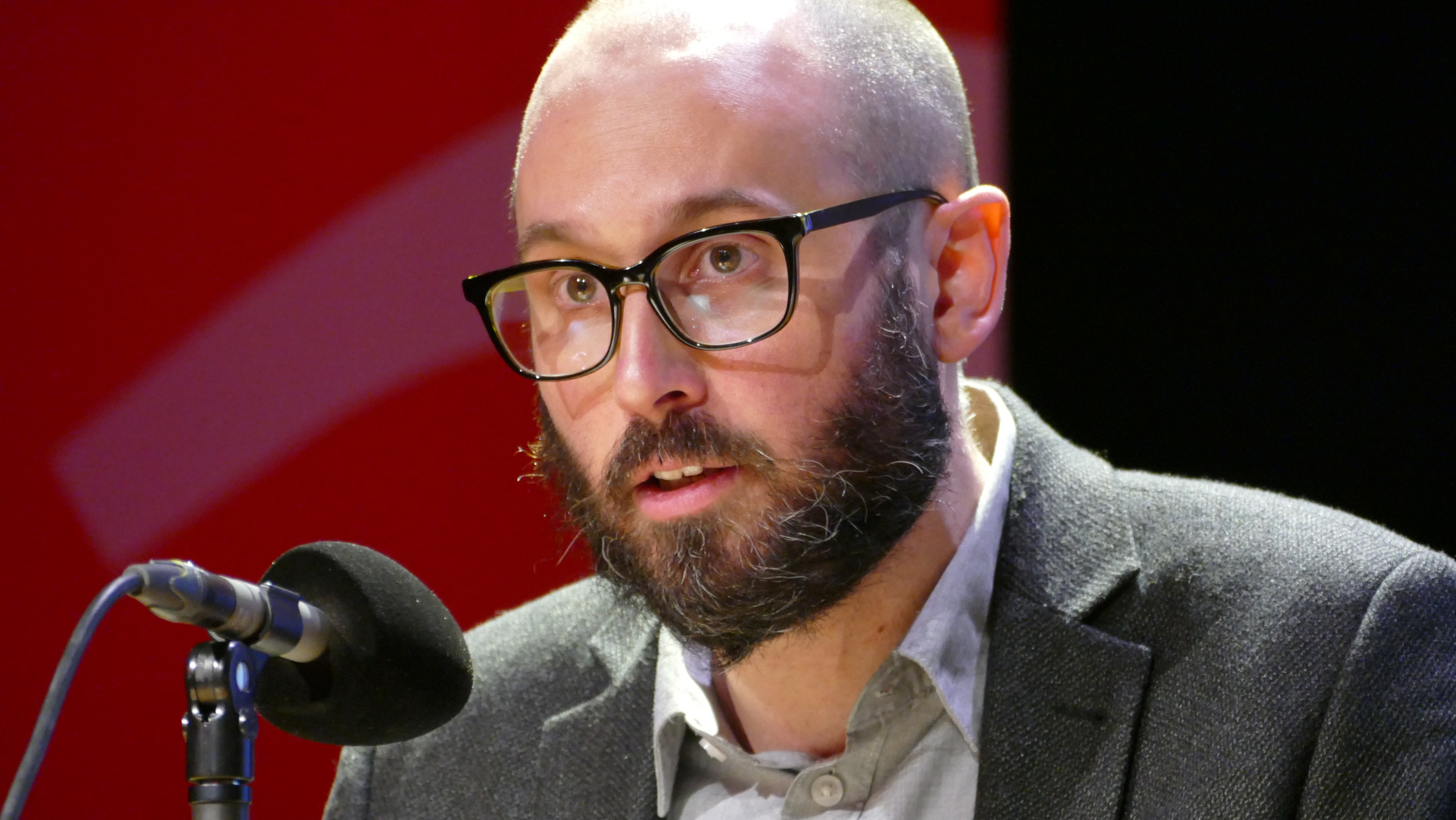
Joachim B. Schmidt (* 1981)

- Schmidt, Joachim Erdmann (1710–1776), deutscher Rechtswissenschaftler und Historiker
- Schmidt, Joachim Friedrich (1670–1724), deutscher lutherischer Theologe und Generalsuperintendent in Pommern
- Schmidt, João Carlos (* 1967), Theologe und Superintendent
- Schmidt, Jochen (1928–2001), deutscher Schauspieler, Regisseur und Hörspielsprecher
- Schmidt, Jochen (1936–2010), deutscher Publizist und Tanztheater-Experte
- Schmidt, Jochen (1938–2020), deutscher Germanist
- Schmidt, Jochen (* 1970), deutscher Schriftsteller
- Schmidt, Jochen (* 1975), deutscher evangelischer Theologe
- Schmidt, Jochen Frank (* 1979), deutscher Komponist und Theaterintendant
- Schmidt, Jochen W. (1931–2000), deutscher Mathematiker
- Schmidt, Joe (1932–2024), US-amerikanischer American-Football-Spieler und -Trainer
- Schmidt, Johann (1594–1658), evangelisch-lutherischer Theologe und Hochschullehrer
- Schmidt, Johann (1639–1689), deutscher lutherischer Theologe und Gastwirt
- Schmidt, Johann (1870–1949), deutscher Politiker (SPD), MdL
- Schmidt, Johann (1895–1977), deutscher Sprachforscher
- Schmidt, Johann (1907–1981), deutscher evangelisch-lutherischer Pastor
- Schmidt, Johann (1922–2010), deutscher Jurist
- Schmidt, Johann Adam (1759–1809), deutscher Chirurg und Augenarzt
- Schmidt, Johann Adolph Erdmann (1769–1851), deutscher Philologe, Universitätsdozent und Autor mehrerer Wörterbücher
- Schmidt, Johann Andreas (1652–1726), deutscher lutherischer Theologe und Kirchenhistoriker
- Schmidt, Johann Anton (1823–1905), deutscher Botaniker
- Schmidt, Johann Christian (1701–1759), deutscher Bildhauer des Spätbarock
- Schmidt, Johann Christian (* 1735), deutscher Kaufmann
- Schmidt, Johann Christian Leberecht (1778–1830), deutscher Bergrat und Geologe
- Schmidt, Johann Christian Ludwig von (1769–1833), preußischer Generalmajor und zuletzt Kommandeur des 6. Ulanen-Regiments
- Schmidt, Johann Christoph (1664–1728), deutscher Komponist und Hofkapellmeister
- Schmidt, Johann Christoph (1700–1724), deutscher Mediziner, Arzt in Schweinfurt
- Schmidt, Johann Christoph (1704–1781), fürstlich-mansfeldischer Hof- und Bergrat und zuletzt Kanzleidirektor in Eisleben
- Schmidt, Johann Christoph (1727–1807), sachsen-weimarischer Kammerpräsident
- Schmidt, Johann Ernst Christian (1772–1831), deutscher evangelischer Theologe
- Schmidt, Johann Friedrich (1818–1899), deutscher Töpfer und Ofenfabrikant in Weimar
- Schmidt, Johann Friedrich Julius (1825–1884), deutscher Astronom und Geologe
- Schmidt, Johann Georg (1660–1722), deutscher Apotheker, Naturwissenschaftler und Schriftsteller der Aufklärung
- Schmidt, Johann Georg (1694–1765), österreichischer Barockmaler
- Schmidt, Johann Georg (1694–1767), deutscher Kupferstecher
- Schmidt, Johann Georg (1763–1820), deutscher lutherischer Geistlicher
- Schmidt, Johann Georg Max (1840–1925), deutscher Jurist und Politiker
- Schmidt, Johann George (1707–1774), deutscher Baumeister des Spätbarock und Ratszimmermeister der Stadt Dresden
- Schmidt, Johann Gottfried (1660–1736), königlich polnischer und kursächsischer Generalmajor sowie Oberzeug- und Feuerwerksmeister
- Schmidt, Johann Gottfried (1764–1803), deutscher Kupferstecher
- Schmidt, Johann Gottlieb († 1800), deutscher Zeichner und Kupferstecher
- Schmidt, Johann Gottlieb (* 1801), deutscher Maler
- Schmidt, Johann Heinrich (1660–1723), deutscher Mediziner und Arzt in Schweinfurt
- Schmidt, Johann Heinrich (1749–1829), deutscher Porträtmaler
- Schmidt, Johann Heinrich (1757–1821), deutscher Maler
- Schmidt, Johann Heinrich (1785–1858), deutscher Bergingenieur und Industrieller
- Schmidt, Johann Heinrich Otto von (1758–1841), preußischer Generalleutnant der Artillerie
- Schmidt, Johann Jochen († 1842), deutscher Orgelbauer in Malchin
- Schmidt, Johann Karl (1793–1850), deutsch-Schweizer Lehrer, Botaniker, Konservator und Autor
- Schmidt, Johann Ludwig (1726–1792), deutscher Rechtswissenschaftler
- Schmidt, Johann Martin († 1763), deutscher Baumeister des Barock und Rokoko
- Schmidt, Johann Michael (* 1934), deutscher Theologe und Hochschullehrer
- Schmidt, Johann N. (* 1945), deutscher Anglist
- Schmidt, Johann Peter (1708–1790), deutscher Jurist, Hochschullehrer, Universitätsrektor und Minister
- Schmidt, Johann Philipp Samuel (1779–1853), deutscher Jurist, Journalist, Musikschriftsteller und Komponist
- Schmidt, Johann-Karl (* 1942), deutscher Kunsthistoriker
- Schmidt, Johann-Lorenz (1900–1978), deutsch-ungarischer kommunistischer Parteifunktionär und Wirtschaftswissenschaftler
- Schmidt, Johanna (* 1909), deutsche Altphilologin, historische Geographin und Erziehungswissenschaftlerin
- Schmidt, Johanna Magdalena (* 1980), deutsche Drehbuchautorin, Regisseurin und Schauspielerin
- Schmidt, Johanne Louise (* 1983), dänische Schauspielerin
- Schmidt, Johannes (1684–1761), österreichischer Bildhauer des Rokoko
- Schmidt, Johannes (1765–1830), Politiker Freie Stadt Frankfurt
- Schmidt, Johannes (1824–1881), Pfarrer und Heimatdichter des Sauerlandes
- Schmidt, Johannes (1841–1925), deutscher Gymnasiallehrer
- Schmidt, Johannes (1843–1901), deutscher Sprachwissenschaftler
- Schmidt, Johannes (1850–1894), deutscher Klassischer Philologe und Epigraphiker
- Schmidt, Johannes (1861–1926), deutscher Klassischer Philologe und Gymnasiallehrer
- Schmidt, Johannes (1870–1953), deutscher Veterinärmediziner sowie Hochschullehrer
- Schmidt, Johannes (1877–1933), dänischer Aalforscher
- Schmidt, Johannes (1889–1949), deutscher Tischler, Gewerkschaftsfunktionär und Politiker
- Schmidt, Johannes (1894–1971), Mitglied des Provinziallandtages der Provinz Hessen-Nassau
- Schmidt, Johannes (1902–1977), deutscher Geistlicher und Politiker (FDP), MdL
- Schmidt, Johannes (1908–1976), deutscher SD-MannJohannes Schmidt (1908–1976)

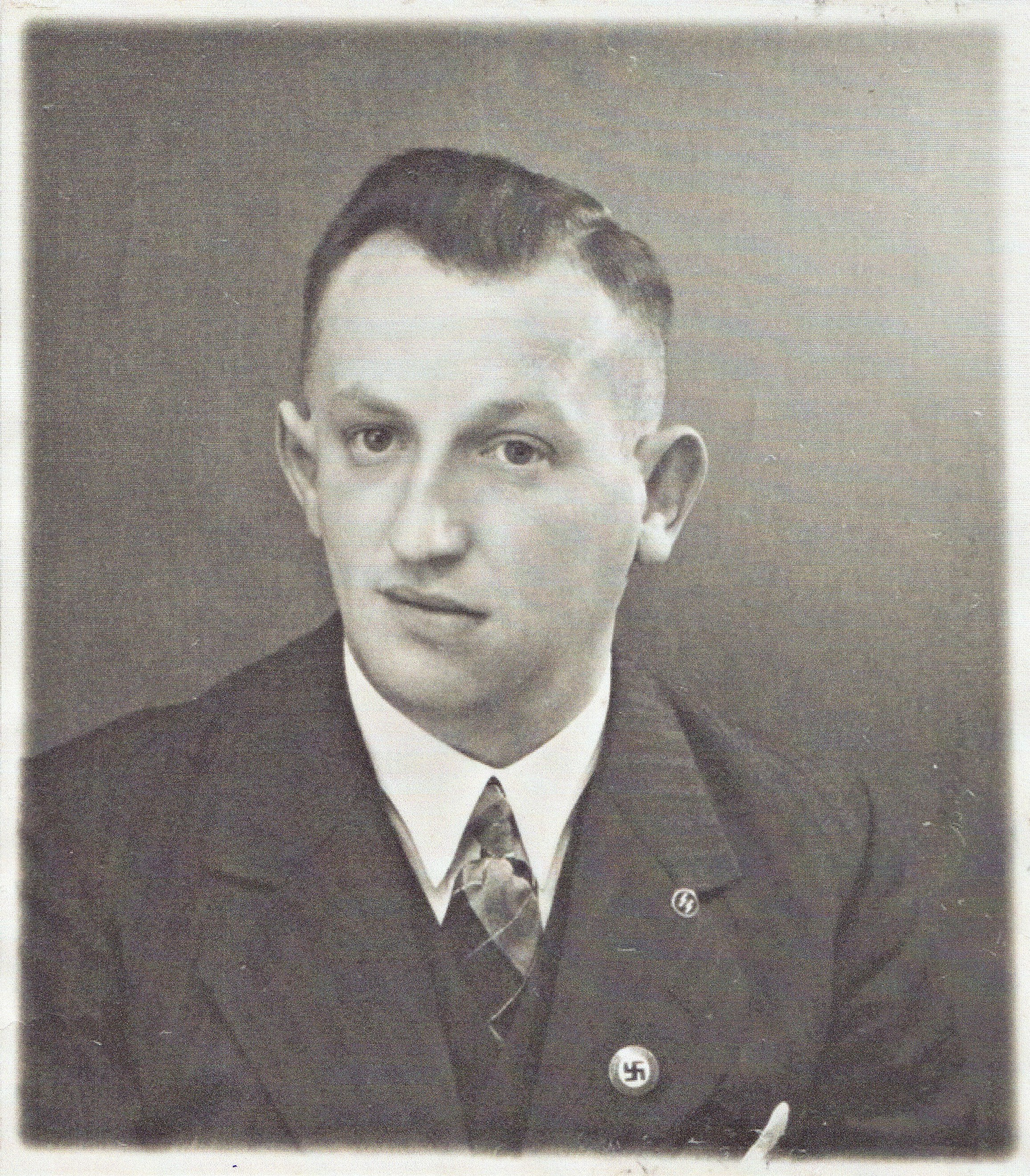
Johannes Schmidt (1908–1976)

- Schmidt, Johannes (* 1931), deutscher Geistlicher, Domkapitular und Caritasdirektor
- Schmidt, Johannes (* 1982), deutscher Pararuderer
- Schmidt, John (* 1973), US-amerikanischer Poolbillardspieler
- Schmidt, John J. (1928–2020), US-amerikanischer Manager im Eisenbahnbereich
- Schmidt, Jon (* 1966), US-amerikanischer Pianist und Komponist
- Schmidt, Jonas (1885–1958), deutscher Agrarwissenschaftler und Tierzüchter
- Schmidt, Jonas (* 1973), dänischer Schauspieler, Komiker und Synchronsprecher
- Schmidt, Joost (1893–1948), deutscher Typograf, Maler und Lehrer am Bauhaus
- Schmidt, Jordana (* 1969), deutsche Ordensschwester (Dominikanerin) und Sprecherin des Wortes zum SonntagJordana Schmidt (* 1969)

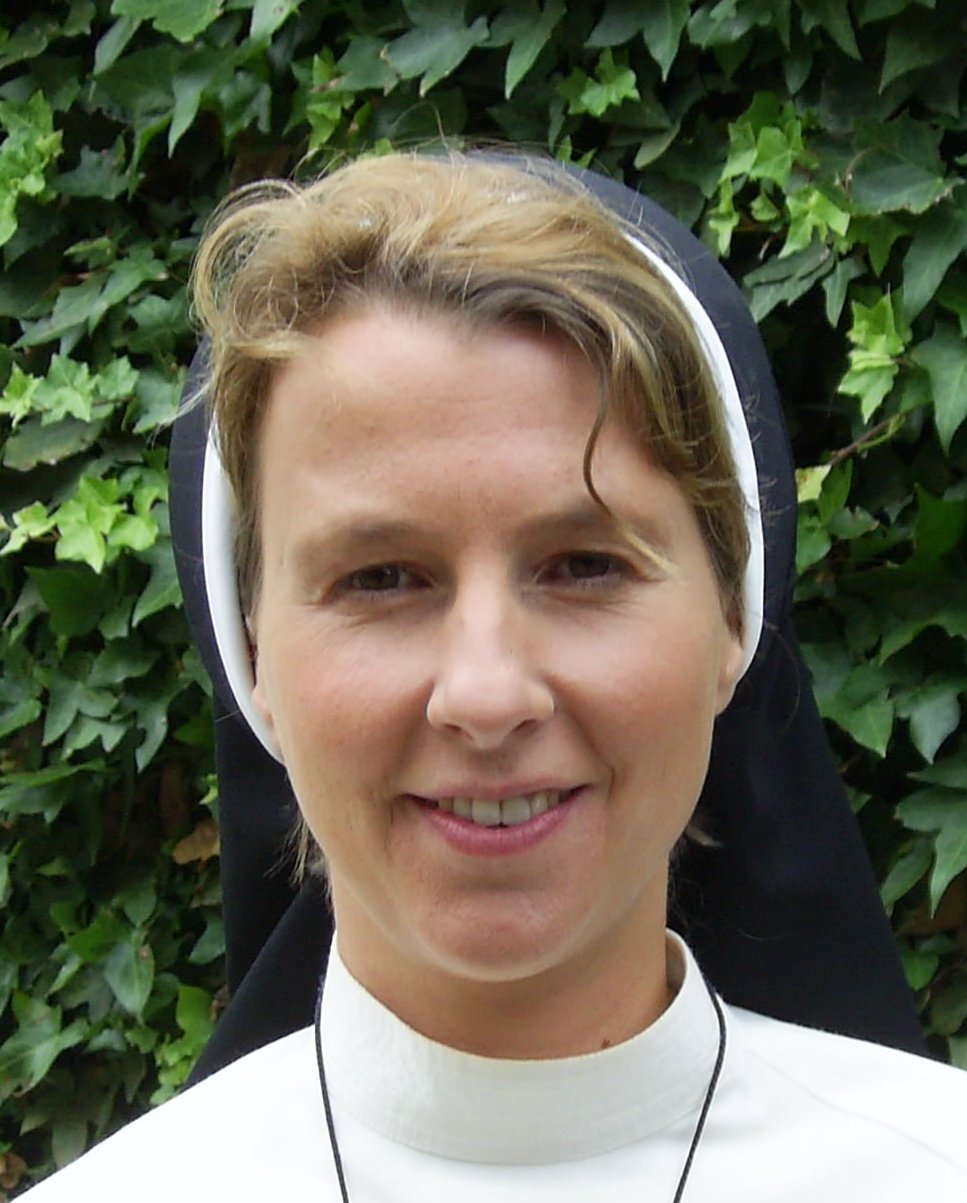
Jordana Schmidt (* 1969)

- Schmidt, Jörg (* 1960), deutscher Politiker (SPD), Oberbürgermeister der Stadt Radolfzell am Bodensee
- Schmidt, Jörg (1961–2022), deutscher Kanute
- Schmidt, Jörg (* 1963), deutscher Kommunalpolitiker (CDU), Bürgermeister von Wachtberg
- Schmidt, Jörg (* 1970), deutscher Fußballspieler
- Schmidt, Jörg (* 1973), deutscher Politiker (CDU), MdL Sachsen
- Schmidt, Jörg-Werner (1941–2010), deutscher Installationskünstler und Maler
- Schmidt, Jorge (* 1985), deutscher Basketballspieler
- Schmidt, Jørgen (* 1945), dänischer Radrennfahrer
- Schmidt, Josef (1876–1949), banatschwäbischer römisch-katholischer Geistlicher und Märtyrer
- Schmidt, Josef (1889–1978), österreichischer Politiker (CS), Abgeordneter zum Nationalrat, Landesrat von Vorarlberg
- Schmidt, Josef (1908–1979), deutscher Bürgermeister und Politiker (SPD), MdL
- Schmidt, Josef (1913–1993), deutscher Funktionär und Lehrer
- Schmidt, Josef (1922–2007), deutscher Fußballspieler
- Schmidt, Josef (* 1934), deutscher Politiker (CDU), MdL
- Schmidt, Josef (* 1939), österreichischer Politiker (SPÖ), Landesrat im Burgenland
- Schmidt, Josef (* 1946), deutscher Philosoph und Jesuit
- Schmidt, Josef (* 1949), deutscher Theologe
- Schmidt, Josef Friedrich (1871–1948), deutscher Unternehmer, Gründer von Schmidt Spiele
- Schmidt, Josef Maximilian (* 1954), deutscher Medizinhistoriker, Philosoph und Allgemeinmediziner
- Schmidt, Joseph (1808–1868), österreichischer Richter und Politiker
- Schmidt, Joseph (1904–1942), österreichischer Opernsänger (lyrischer Tenor)Joseph Schmidt (1904–1942)

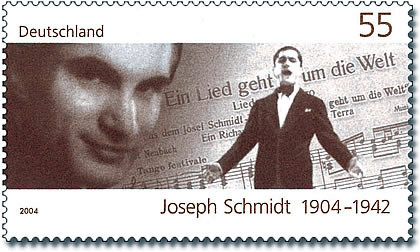
Joseph Schmidt (1904–1942)

- Schmidt, Joseph Hermann (1804–1852), deutscher Mediziner
- Schmidt, Josephine (* 1980), deutsche Schauspielerin, Synchronsprecherin und -Regisseurin
- Schmidt, Jost (1802–1863), nassauischer Politiker

### Schmidt, Ju
- Schmidt, Julia (* 1973), deutsche Schauspielerin
- Schmidt, Julia (* 1976), deutsche Malerin
- Schmidt, Julia (* 1993), deutsche Politikerin (Bündnis 90/Die Grünen)
- Schmidt, Julian (1818–1886), deutscher Literaturhistoriker
- Schmidt, Julian (* 1989), deutscher Politiker (AfD)
- Schmidt, Julian (* 1994), deutscher BMX-Fahrer
- Schmidt, Julius (1823–1897), deutscher Offizier und Prähistoriker
- Schmidt, Julius (1866–1930), deutscher evangelischer Pfarrer und Heimatforscher
- Schmidt, Julius (1872–1933), deutscher Chemiker
- Schmidt, Julius Theodor (1814–1861), deutscher Politiker, MdFN
- Schmidt, Julius von (1827–1908), preußischer Generalleutnant
- Schmidt, Jürgen (1918–1980), deutscher Mathematiker
- Schmidt, Jürgen (1929–2010), deutscher Bauforscher und Vorderasiatischer Archäologe
- Schmidt, Jürgen (1938–2004), deutscher Schauspieler
- Schmidt, Jürgen (1939–2023), deutscher Politiker (SPD), MdHB
- Schmidt, Jürgen (1941–2024), deutscher Rechtswissenschaftler
- Schmidt, Jürgen (* 1941), deutscher Eisschnellläufer
- Schmidt, Jürgen (* 1951), deutscher Kommunalpolitiker (CDU)
- Schmidt, Jürgen (* 1956), römisch-katholischer Priester, Päpstlicher Ehrenkaplan, Regens des Priesterseminars des Bistums Essen
- Schmidt, Jürgen (* 1961), deutscher Brigadegeneral der Bundeswehr
- Schmidt, Jürgen (* 1963), deutscher Historiker
- Schmidt, Jürgen (* 1965), deutscher Fußballspieler
- Schmidt, Jürgen E. (1937–2010), deutsch-österreichischer Aufnahmeleiter und Musikproduzent
- Schmidt, Jürgen Erich (* 1954), deutscher Germanist
- Schmidt, Jürgen W. (* 1958), deutscher Offizier und Historiker
- Schmidt, Jürgen-Heinrich (* 1942), deutscher Kommunalpolitiker (SPD)
- Schmidt, Juri Markowitsch (1937–2013), russischer Anwalt und Menschenrechtler
- Schmidt, Justin O. (1947–2023), US-amerikanischer Insektenkundler
- Schmidt, Justus (1851–1930), deutscher Lehrer und Florist
- Schmidt, Justus (1903–1970), österreichischer Kunsthistoriker und Kunstsammler
- Schmidt, Jutta (* 1943), deutsche Politikerin (CDU), MdL